# Pino Caruso
Pino Caruso (Palermo, 1934. október 12. – Róma, 2019. március 7.) olasz színész.

## Filmjei

### Mozifilmek
- La più bella coppia del mondo (1968)
- La mano (1969)
- Gli infermieri della mutua (1969)
- Léon és az Atlanti Fal Le mur de l'Atlantic) (1970)
- Quella piccola differenza (1970)
- Gli amici degli amici hanno saputo (1973)
- Malizia (1973)
- La seduzione (1973)
- La governante (1974)
- Dráma a tengerparton (Dupont Lajoie) (1975)
- L'ammazzatina (1975)
- A vasárnapi nő (La donna della domenica) (1975)
- Mondd, hogy mindent megteszel értem (Dimmi che fai tutto per me) (1976)
- Il marito in collegio (1977)
- Csodálatos vidék (Il... Belpaese) (1977)
- Ride bene... chi ride ultimo (1977, Sedotto e violentato epizód)
- Gegè Bellavita (1978)
- Il ficcanaso (1980)
- L'esercito più pazzo del mondo (1981)
- Canto d'amore  (1982)
- Scugnizzi (1989)
- Per quel viaggio in Sicilia (1991)
- La strategia della maschera (1998)
- Családi gubanc (La matassa) (2009)
- Abbraccialo per me (2016)

### Tv-filmek
- Lei è colpevole, si fidi! (1985)
- Ultimo (1998)
- Eravamo solo mille (2007)
- Un Natale per due (2011)

### Tv-sorozatok
- La lotta dell'uomo per la sua sopravvivenza (1970, tíz epizódban)
- Dove sta Zazà (1973)
- Non lasciamoci più (1999, egy epizódban)
- Carabinieri (2002–2003, 23 epizódban)
- Tisztelet kérdése (L'onore e il rispetto) (2006, két epizódban)
- Solo (2016, egy epizódban)